# Hypothermie thérapeutique
L'hypothermie thérapeutique est une technique de traitement consistant à refroidir un patient inconscient à une température corporelle basse et durant un temps déterminé et prolongé.
Il ne faut pas la confondre avec les différentes techniques de cryothérapie où l'exposition au froid est brève et n'entraîne pas de diminution de la température centrale du patient.

## Historique
La première publication sur cette technique date de la fin des années 1950.

## Principes
Elle permet le ralentissement du métabolisme et serait protectrice vis-à-vis des différents tissus.
L'hypothermie est, en règle générale, modérée, comprise entre 32 °C et 34 °C (température corporelle centrale) durant un à deux jours, la borne inférieure (32 °C) semblant avoir de meilleurs résultats. L'induction d'une hypothermie plus importante serait susceptible d'être délétère, du moins, sur un modèle animal.

## Indications
Elle est essentiellement utilisée en réanimation dans les suites d'un arrêt cardio-circulatoire. Elle permet de réduire la mortalité et les complications neurologiques,, sans influence cependant sur la fonction cognitive. L'efficacité est d'autant plus importante que la cause de l'arrêt cardiaque est une fibrillation ventriculaire ou une tachycardie ventriculaire ayant pu bénéficier d'une défibrillation (choc électrique externe). Pour les autres causes d'arrêt, le bénéfice neurologique semble faible ou nul, même si le taux de survie est amélioré.

## Effets secondaires
Il existe une augmentation du risque infectieux, en particulier de pneumonie. La diurèse peut être augmentée avec un risque d'hypovolémie.